# Louise Jernberg
Pour les articles homonymes, voir Jernberg.
Louise Jernberg, née le 26 novembre 1991, est une coureuse de fond suédoise spécialisée en skyrunning. Elle est championne du monde de SkyMarathon 2024.

## Biographie
Louise Jernberg pratique le hockey sur glace durant son enfance jusqu'à l'âge de 18 ans. Elle délaisse ce sport et s'enrôle dans les Forces armées suédoises où elle se met à pratiquer la course à pied. Elle se découvre par la suite un talent pour le trail.
Le 17 juin 2023, elle prend part aux championnats de Suède de trail court courus dans le cadre de l'EcoTrail de Stockholm. Elle domine l'épreuve et s'impose avec six minutes d'avance sur sa plus proche poursuivante. Le 16 juillet, elle s'élance au départ de l'épreuve de SkyRace des championnats d'Europe de skyrunning à Gusinje. Elle réalise une solide course et parvient à s'emparer de la deuxième place. Elle se fait cependant dépasser par la Française Olivia Magnone dans la descente finale et termine finalement sur la troisième marche du podium. Elle remporte de plus la médaille d'argent du combiné.
En septembre 2024, elle participe aux championnats du monde de skyrunning. Sur l'épreuve de SkyMarathon courue dans le cadre du Desafío Urbión à Covaleda, elle mène la course de bout en bout. Elle s'impose en 4 h 25 min 36 s, signant un nouveau record féminin du parcours. Elle remporte le titre et s'empare également de l'or au classement du combiné.

## Palmarès
| no  | féminin            | Course                                                   | Longueur | Départ           | Temps           |
| --- | ------------------ | -------------------------------------------------------- | -------- | ---------------- | --------------- |
| 10e | Médaille d'or      | Championnats de Suède de trail court                     | 33 km    | 17 juin 2023     | 2 h 40 min 45 s |
| 31e | Médaille de bronze | Championnats d'Europe de skyrunning - SkyRace            | 30 km    | 16 juillet 2023  | 4 h 9 min 52 s  |
| 16e | Médaille de bronze | Sandnes Ultratrail 23K                                   | 23 km    | 20 avril 2024    | 2 h 46 min 38 s |
| 16e | Médaille d'argent  | Fjällmaraton 27K                                         | 27 km    | 28 juillet 2024  | 2 h 18 min 35 s |
| 76e | 8e                 | Championnats du monde de skyrunning - Kilomètre vertical | 4,8 km   | 6 septembre 2024 | 53 min 18 s     |
| 38e | Médaille d'or      | Championnats du monde de skyrunning - SkyMarathon        | 37 km    | 8 septembre 2024 | 4 h 25 min 36 s |
| 41e | 6e                 | Championnats d'Europe de skyrunning - Kilomètre vertical | 4,32 km  | 3 juillet 2025   | 45 min 17 s     |
| 37e | 4e                 | Championnats d'Europe de skyrunning - SkyRace            | 22,7 km  | 5 juillet 2025   | 2 h 32 min 15 s |

## Records
| Épreuve       | Épreuve       | Performance     | Date              | Lieu      |
| ------------- | ------------- | --------------- | ----------------- | --------- |
| 3 000 mètres  | Piste courte  | 10 min 8 s 31   | 11 février 2023   | Gävle     |
| 5 000 mètres  | Piste courte  | 18 min 4 s 7    | 11 décembre 2021  | Uppsala   |
| 10 000 mètres | 10 000 mètres | 37 min 12 s 2   | 15 octobre 2022   | Uppsala   |
| 10 kilomètres | 10 kilomètres | 35 min 17 s     | 29 avril 2023     | Bålsta    |
| Semi-marathon | Semi-marathon | 1 h 21 min 59 s | 17 septembre 2022 | Stockholm |
| Marathon      | Marathon      | 3 h 4 min 17 s  | 8 mai 2022        | Lima      |